# Eudicrana pallida
Eudicrana pallida är en tvåvingeart som beskrevs av Freeman 1951. Eudicrana pallida ingår i släktet Eudicrana och familjen svampmyggor. Inga underarter finns listade i Catalogue of Life.